# Yoyes (pel·lícula)
Yoyes és una pel·lícula espanyola de l'any 2000 dirigida per la cineasta navarresa Helena Taberna i interpretada per Ana Torrent, Ernesto Alterio, Ramón Langa, Florence Pernel i Laura Ballesta. El film està basat en la vida i l'assassinat de la militant etarra Dolores "Yoyes" González Catarain, la primera dona que va ocupar llocs de responsabilitat a ETA.
El film fou estrenat el 16 de desembre de 1999 en el marc de les "Spanish Films Screening of Europe" celebrats a Lanzarote (Illes Canàries). Els crítics de cinema la van qualificar d'arriscada, valenta i honesta, i també van considerar que el personatge de Yoyes fou recreat des d'una perspectiva compromesa i humana.
La pel·lícula està plantejada a manera de flashbacks i flashforwards que fan viatjar l'espectador entre el 1973, any en què Yoyes va entrar a l'organització terrorista d'ETA, i el 1985, any en qué va decidir tornar al País Basc després de cinc anys d'exili a Mèxic i París per haver decidit posar fi a la seva relació amb l'organització. El film clou amb el seu assassinat a sang freda per part dels seus antics companys d'ETA mentre passeja durant les festes de la seva localitat natal acompayada de la seva filla Zuriñe.

## Argument
Després de cinc anys d'exili voluntari a Mèxic, Yoyes (Ana Torrent) ha decidit tornar a Europar per mirar de refer la seva vida al marge d'ETA i al costat del seu marit Joxean (Ernesto Alterio) i la seva filla Zuriñe (Lara Ballesta). La seva primera parada és París on té intenció de seguir estudiant i doctorar-se. Tanmateix, aviat evidencia la necessitat de tornar al País Basc malgrat totes les pors a ser represaliada pel seu passat vinculat a ETA. La pel·lícula va alternant el procés de tornada a casa amb la narració de la seva vida des que va ingressar a l'organització a la seva localitat natal amb només 17 anys, els anys de militància i el progressiu canvi d'idees i el desacord amb l'atac a objectius civils per part del grup terrorista fins que, finalment, decideix abandonar-lo i exiliar-se. Tanmateix, la tornada, lluny de ser tranquil·la, es veu sacsejada pel fet sentir-se atrapada entre dos fronts: el govern espanyol que vol aprofitar el seu retorn com a arma propagandística del seu pla de reinserció dels antics membres d'ETA, i els seus antics companys de l'organització que no volen que el seu procés d'abandonament de la lluita armada serveixi d'exemple a les noves generacions. És per això que, quan el seu nom i la seva foto apareixen en portada als diaris, ETA decideix matar-la d'un tret davant de la seva filla Zuriñe durant les festes del seu poble natal.

## Producció
Helena Taberna treballava en el Departament de Noves Tecnologies del Govern de Navarra quan, aprofitant un parell d'estius, va rodar diversos curtmetratges. Va veure que el cinema li agradava i va decidir aleshores deixar la seva feina estable per rodar el seu primer migmetratge, Alsasua 1936 (1994) que va presentar al Festival de Sant Sebastià. Fou allà on se li va ocórrer la idea de fer un llargmetratge sobre la vida de Yoyes sobretot perquè considerava que "en el cinema espanyol gairebé mai s'havien abordat temes profunds al voltant d'ETA".
El procés de producció de Yoyes va durar en total quatre anys. El primer any va estar dedicat a la documentació perquè Helena Taberna volia fer una pel·lícula molt rigorosa i respectuosa amb la realitat però seguint els codis de la ficció. Després es va posar a treballar en el guió juntament amb el seu company, Andrés Martorell. Durant el procés d'escriptura va comptar amb l'ajuda d'un assessor històric que fou antic membre d'ETA i que, fins i tot, havia estat al pis de Yoyes. També va recórrer a la família que no només li van facilitar documents de difícil accés sinó que també li van permetre conèixer de primera mà la forma com havien encaixat el dolor per la pèrdua de Yoyes. Una vegada finalitzat el guió, el van presentar simultàniament al Ministeri de Cultura i a les ajudes europees. Curiosament, van rebre una negativa per part del Govern Espanyol i, només cinc dies després, un sí de les ajudes europees.
Pel que fa a les productores, el projecte va despertar inicialment l'interès de diverses productores europees mentre que els productors espanyols es mostraven reticents a entrar-hi. Finalment, fou Enrique Cerezo qui va apostar per la pel·lícula juntament amb la productora francesa MACT Production i la productora italiana Marvel Movies. El projecte va comptar amb un pressupost de 450.000.000 pessetes donat que es va rodar a París, el País Vasc i Madrid.
El rodatge va durar 8 setmanes entre el juliol i l'agost de 1999.

## Repartiment
Els actors principals de la pel·lícula són:
- Ana Torrent, en el paper de Yoyes
- Ernesto Alterio, en el paper de Joxean, marit de Yoyes
- Laura Ballesta, en el paper de Zuriñe, filla de Yoyes i Joxean
- Florence Pernel, en el paper d'Hélène, l'amiga francesa de Yoyes
- Ramon Langa, en el paper de Koldo, amic de Yoyes i company de l'organització terrorista
- Iñaki Aierra, en el paper d'Argi
- Isabel Ordaz, en el paper d'Ana
- Juan Jesús Valverde, en el paper de Ministre de l'Interior

Altres actors que també participen en la pel·lícula són:
- Ruth Núñez, en el paper de Bego
- Martxelo Rubio, en el paper de Kizkur
- Gonzalo Gonzalo, en el paper de Zaldu
- Asier Hernández, en el paper de Kaska
- Aitzpea Goenaga, en el paper de noia de Kaska
- Mikel Albisu, en el paper de pare de Yoyes
- Pilar Rodríguez, en el paper de mare de Yoyes
- Juanma Rodríguez, en el paper d'Aitor
- Anartz Zuazua, en el paper de Manu
- Arantxa Iglesias, en el paper de Rosa
- Adolfo Fernández, en el paper de Don Roberto
- Javier Sandoval, en el paper de Fernando
- Manuel Morón, en el paper de Pedro
- Xegundo Altolaguirre, en el paper de Lasa

## Rebuda i premis
Yoyes ha estat projectada en més d'una desena de festivals, jornades, cicles i events, i ha guanyat els següents premis:
| Any  | Festival                                         | Categoria                                               | Persona         | Resultat   |
| ---- | ------------------------------------------------ | ------------------------------------------------------- | --------------- | ---------- |
| 2000 | Festival internacional de cinema de Mazatlán     | Gran Premi del jurat a la millor pel·lícula             |                 | Guanyadora |
| 2000 | Festival de Viña del Mar                         | Premi del jurat a la millor direcció                    | Helena Taberna  | Guanyadora |
| 2000 | Festival de Viña del Mar                         | Premi del públic a la millor pel·lícula                 |                 | Guanyadora |
| 2000 | Festival de Viña del Mar                         | Premi OCIC als drets humans                             | Helena Taberna  | Guanyadora |
| 2000 | Festival del Gramado                             | Premi a la millor pel·lícula (jurat popular)            |                 | Guanyadora |
| 2000 | Festival internacional Cartagena de Indias       | Millor òpera prima                                      |                 | Guanyadora |
| 2000 | Festival internacional Cartagena de Indias       | Millor pel·lícula                                       |                 | Candidata  |
| 2000 | Premis de la Unión de Actores Vascos             | Millor actriu basca de cinema                           | Ana Torrent     | Guanyadora |
| 2000 | Festival de cinema de Santo Domingo              | Premi del públic a la millor pel·lícula                 |                 | Guanyadora |
| 2000 | Festival de cinema de Santo Domingo              | Premi a la millor interpretació femenina                | Ana Torrent     | Guanyadora |
| 2000 | Festival Internacional de Cinema de Karlovy Vary | Globus de cristall                                      | Ana Torrent     | Candidata  |
| 2001 | Setmana del cinema basc                          | Premi del pública a la millor pel·lícula basca del 2000 |                 | Guanyadora |
| 2001 | Festival de Cinespaña de Toulouse                | Premi del públic a la millor pel·lícula                 |                 | Guanyadora |
| 2001 | Festival de Cinespaña de Toulouse                | Menció especial del jurat d'estudiants                  |                 |            |
| 2001 | Festival de Cinespaña de Toulouse                | Premi a la millor actriu                                | Ana Torrent     | Guanyadora |
| 2001 | Festival de Cinespaña de Toulouse                | Premi al millor actor                                   | Ernesto Alterio | Guanyadora |
| 2001 | Festival internacional de San Juan               | Premi del públic                                        |                 | Guanyadora |
| 2001 | Festival internacional de San Juan               | Premi del Círculo de Críticos de Cine de Puerto Rico    |                 | Guanyadora |
| 2001 | Muestra internacional de Cine y Mujer            | Premi a la millor pel·lícula                            |                 | Guanyadora |

## Estructura i tractament visual
Helena Taberna decideix estructurar la pel·lícula a través de flahsbacks, en lloc d'optar per una narració lineal, per emfatitzar la idea que el passat de Yoyes vinculat a ETA es va tornant en contra seva, sense que pugui escapar-ne. En paraules seves: "El espectador debía conocer cómo el pasado influye en el presente, cómo se vuelve contra ella".

## Temes: política i feminisme
Segons Carmen Arranz, de la Universitat de Campbelsville (Estats Units), Yoyes avança la causa feminista en fer-se ressò de l'èxit de la protagonista en la seva resistència a l'opressió política i de gènere, i malgrat que al final es veu condemnada a la mort en no poder-se alliberar totalment de les estructures patriarcals tant a l'esfera política com a la privada. Tanmateix, segons Arranz "Oprimida desde las muchas categorías que forman su personalidad, principalmente nacionalidad y género, la protagonista encuentra una arma que le permite subvertir tal opresión: el lenguaje."